# ماركو جيتا
ماركو جيتا (بالإيطالية: Marco Gaeta)‏ هو لاعب كرة قدم إيطالي في مركز الهجوم، ولد في 10 فبراير 1991 في ميلانو في إيطاليا. شارك مع منتخب إيطاليا تحت 16 سنة لكرة القدم ومنتخب إيطاليا تحت 17 سنة لكرة القدم. أما مع النوادي، فقد لعب مع إيه سي ميلان.

## وصلات خارجية
- ماركو جيتا على موقع قاعدة بيانات كرة القدم.إي يو (الإنجليزية)